# Albert IV de Saxe-Lauenbourg
Pour les articles homonymes, voir Albert IV.
Albert IV est un prince de la maison d'Ascanie né en 1315 et mort en 1343. Il règne sur le duché de Saxe-Lauenbourg de 1322 à sa mort.

## Biographie
Albert IV est le fils du duc Jean II de Saxe-Lauenbourg et de son épouse Élisabeth de Holstein-Rendsbourg. Il appartient à la lignée de Bergedorf-Möllner, qui règne sur la moitié de la Saxe-Lauenbourg depuis le début du XIVe siècle. Il succède à son père à sa mort.

## Mariages et descendance
Albert IV épouse avant 1334 Béate, fille du comte Gunzelin VI de Schwerin (de). Ils ont trois fils, qui se succèdent à la tête du duché après la mort de leur père :
- Jean III (mort en 1356), duc de Saxe-Lauenbourg ;
- Albert V (mort en 1370), duc de Saxe-Lauenbourg ;
- Éric III (mort en 1401), duc de Saxe-Lauenbourg.

Veuf, Albert IV se remarie en 1341 avec Sophie, fille de Jean II de Werle-Güstrow. Ils n'ont pas d'enfants. Après la mort d'Albert, sa veuve se remarie avec Barnim IV de Poméranie.